# Edmund Walker Island
Edmund Walker Island är en ö i Kanada.   Den ligger i territoriet Nunavut, i den norra delen av landet, 3 700 km nordväst om huvudstaden Ottawa. Arean är 79 kvadratkilometer. Ön ligger i ögruppen Findlay Group.
Terrängen på Edmund Walker Island är platt. Öns högsta punkt är 130 meter över havet. Den sträcker sig 10,2 kilometer i nord-sydlig riktning, och 11,0 kilometer i öst-västlig riktning.